# Gunnar Carlsson (politiker)
Gunnar Alfred Carlsson, född 9 juni 1902 i Falun, död 30 januari 1985 i Högsbo, var en svensk förbundssekreterare och socialdemokratisk politiker. Han var son till modellsnickare Johan Carlsson och Hilda, född Andersson. Gift 24 maj 1931 i Ludvika med Ellen Andersson, dotter till Fredrik och Ida Andersson.
Carlsson var ledamot av andra kammaren från 1959, invald i Göteborgs stads valkrets. Han var även ledamot av Göteborgs stadsfullmäktige från 6 juni 1956 till 1958. Gunnar Carlsson är gravsatt i minneslunden på Västra kyrkogården i Göteborg.